# 王受之 (1946年)
王受之（1946年9月16日—），籍贯广东广州，美籍华人学者，研究领域為設計學、設計史，是設計學理论家及設計教育家，從事艺术设计工作。

## 生平
是形成中國地區现代设计教育的人物之一。

### 广州美术学院
創辦现代设计史课程，擔任广州美术学院设计系副主任。

### 美国
成為富布赖特学者，在宾夕法尼亚州立大学西切斯特学院、威斯康星大学、加利福尼亚艺术学院、奥蒂斯艺术与设计学院、南加利福尼亞州建築學院、南加州大学、洛杉矶帕萨迪纳艺术中心设计学院等多個單位進行教學或研究活動。並在藝術中心設計學院成為全职终身教授。

### 上海科技大学
擔任创意与艺术学院副院长、常任教授及智能虚拟设计实验室主任。